# Karl Hanke
Karl August Hanke (24 de agosto de 1903 — 8 de junho de 1945) foi um político alemão, membro do Partido Nazista, Gauleiter da Baixa Silésia e o último Reichsführer da Schutzstaffel.

## Reichsführer-SS
O fanatismo de Hanke e incondicional apoio ao nazismo impressionavam Adolf Hitler. Este, em seu testamento, deixou para Hanke o cargo de Reichsführer-SS e Chefe da polícia da Alemanha, substituindo Heinrich Himmler em 29 de abril de 1945. Oito dias depois, Hanke foi condecorado com o maior prêmio da Alemanha Nazista, a Ordem Germânica, concedida a ele pelo comando da defesa de Breslau, que sofria ataques da União Soviética.

## Morte
Após ir para Praga por razões desconhecidas, Hanke vestia um uniforme de soldado da SS, para ter certeza de não ser reconhecido em caso de captura. Na tentativa de voltar para a Alemanha, Hanke e a 18ª Divisão de Voluntários SS Panzergrenadier Horst Wessel foram descobertos pela resistência tcheca. Após uma selvagem batalha, eles se entregaram em Nova Ves. A identidade de Hanke não foi descoberta pelo tchecos, que o consideravam um simples soldado. Com isso, Hanke virou prisioneiro de guerra e dividiu o campo com soldados das patentes baixas da SS. Ao tentar fugir do campo de prisão na manhã de 8 de junho de 1945, foi morto pelos guardas.